# جلیندینغ
جلیندینغ شهری در چاد است که در Mayo-Kebbi Est واقع شده‌است. جلیندینغ ۱۶٬۳۲۰ نفر جمعیت دارد و ۲۹۴ متر بالاتر از سطح دریا واقع شده‌است.

## جمعیت
جمعیت بر پایه سال:
| ۱۹۹۳  | ۲۰۰۹   |
| ----- | ------ |
| ۸٬۳۷۹ | ۱۶٬۳۲۰ |